# Furio Rendine

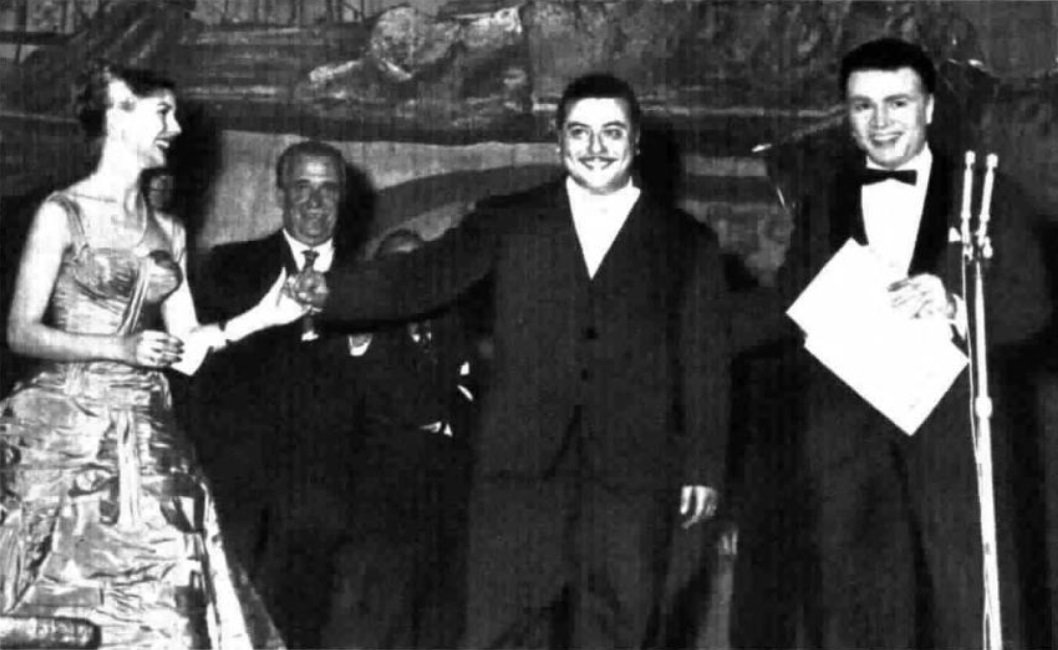
Furio Rendine, tra Emma Danieli ed Enzo Tortora, al V Festival di Napoli

Furio Rendine (Napoli, 23 marzo 1920 – Roma, 22 febbraio 1987) è stato un compositore, arrangiatore, direttore d'orchestra e poeta italiano.

## Biografia
Furio Rendine nacque a Napoli il 23 marzo 1920. Studiò violino, contrappunto e composizione al Conservatorio di San Pietro a Majella, dove si diplomò in pianoforte nell'ottobre del 1938. Laureato in legge presso l'Università di Napoli nel gennaio del 1949, entrò al Genio Civile e vi rimase sino al 1966, congedandosi come Consigliere del Ministero dei lavori pubblici.
Nel 1948, quando collaborava ai programmi di Radio Milano, la Casa Editrice La Canzonetta editò alcune sue canzoni su versi di Enzo Bonagura. Per qualche anno fu anche arrangiatore e direttore d'orchestra a La voce del padrone, curando i dischi dei più noti cantanti napoletani di quel tempo, ma presto smise per godersi meglio la famiglia. Infatti, nel 1953, sposò Anna Papaccio, la seconda figlia del famoso cantante Salvatore, dalla quale ebbe tre figli: Sergio (in seguito affermato autore di musica sinfonica e lirica), Mariapia e Patrizia, che oggi assicurano la continuità della Casa Editrice Rendine.
Nel 1951, dopo il successo riscosso dalle sue canzoni, Rendine divenne anche editore delle sue opere, avvalendosi, in oltre trentacinque anni di carriera, della collaborazione di tanti noti autori, come Gigi Pisano, Vincenzo De Crescenzo, Giuseppe Fiorelli, Mario Sessa, Tito Manlio, Nisa, Armando De Gregorio, Antonio Napoli e Antonio Pugliese, e venendo considerato l'erede e il continuatore di Mario Pasquale Costa, Evemero Nardella, Gaetano Lama ed Ernesto Tagliaferri.
L'attività editoriale fu un successo immediato: nel 1951 Roberto Murolo lanciò Uocchie 'e brillante e Sergio Bruni Fra Napule e Milano, mentre nel 1952 un altro grande successo, lanciato da Franco Ricci, fu Mmasciata 'e gelusia. A partire dallo stesso periodo fu organizzatore delle Piedigrotte Rendine, suoi spettacoli annuali teatrali.
Con La mamma che piange di più, interpretata da Achille Togliani e Giorgio Consolini, partecipò al Festival di Sanremo 1953. 
Nel 1957, quando partecipò al Festival di Napoli, su venti canzoni ammesse, ben cinque erano sue, e, oltre a vincere con Malinconico autunno, interpretata da Marisa Del Frate (sarà anche il tema comduttore del film omonimo diretto da Raffaello Matarazzo nel 1958) ottenne anche il terzo posto con 'Nnammurate dispettuse. Di festival ne vinse altri tre: nel 1958 con Vurria, cantata da Aurelio Fierro e Nunzio Gallo, nel 1961 con Tu sì 'a malincunia, cantata dal coautore Aurelio Fierro, e nel 1966 con Bella, cantata da Sergio Bruni e Robertino.
Fra le sue tante composizioni, sono anche da ricordare: Embè mberebè mbembè (1952), lanciata da Roberto Murolo, Pasquale militare (1953), cavallo di battaglia di Claudio Villa, La pansè (1953), interpretata per la prima volta da Beniamino Maggio, e T'è piaciuta? (1956), successo di Renato Carosone.
Socio della SIAE dal 1959, nel 1963 Rendine si trasferì a Roma e, dopo qualche anno, si ritirò dalle scene, dedicandosi principalmente alla musica per grande orchestra e per piano solo.
Furio Rendine morì a Roma il 22 febbraio 1987.

## Canzoni composte da Furio Rendine
1949:
- 'E nanasse (versi di Enzo Bonagura): presentata al Festival di Piedigrotta da Eva Nova
- Vocca 'e rosa (versi di Raffaele Mallozzi)

1950:
- Bellu sciore (versi di Enzo Bonagura)

1951:
- Fra Napule e Milano (versi di Mario Sessa)
- Scurriato schiocca (versi di Langella)
- Uocchie 'e brillante (versi di Mario Sessa)

1952:
- Embè mberebè mbembè (versi di Aldo Fiorini)
- Malavicina (versi di Armando De Gregorio)
- 'Mmasciata 'e gelusia (versi di Antonio Napoli)

1953:
- La pansè (versi di Gigi Pisano): presentata da Beniamino Maggio al teatro Diana
- 'Na vocca 'e femmena (versi di Gigi Pisano)
- Pasquale militare (versi di Armando De Gregorio)
- Sora mia (versi di Gigi Pisano)

1954:
- Capurale portalettere (versi di Giuseppe Fiorelli): presentata da Rino Palombo alla Piedigrotta Rendine del 1954
- L'ammore 'ncarozzella (versi di Gigi Pisano)
- Ll'ammore vò girà (versi di Giuseppe Rocca): presentata da Maria Paris e Carla Boni al quinto Festival di Napoli, nel 1957
- Scì, scì (Piazza dei Martiri) (versi di Giuseppe Fiorelli)

1955:
- 'A luna chiena (versi di Vincenzo De Crescenzo)

1956:
- Pettine d'avorio (versi di Vincenzo De Crescenzo)

1957:
- Bene mio (versi di Vincenzo De Crescenzo): presentata da Marisa Del Frate al quinto Festival di Napoli, nel 1957
- Luna parlante (versi di Gigi Pisano): presentata da Luciano Glori al quinto Festival di Napoli, nel 1957
- Malinconico autunno (versi di Vincenzo De Crescenzo): presentata da Marisa Del Frate al quinto Festival di Napoli, nel 1957
- 'Nnammurate dispettuse (versi di Vincenzo De Crescenzo): presentata da Gloria Christian in coppia con Giacomo Rondinella al quinto Festival di Napoli, nel 1957
- Passiggiatella (versi di Nisa): presentata da Nino Nipote al quinto Festival di Napoli, nel 1957